# Jean-Louis-Joseph de Cotteau
 (juin 2025).
Jean-Louis-Joseph Cotteau, 21 juillet 1775 à Cambrai et mort le 2 octobre 1835 à Cambrai, est un homme politique français
Sous la Restauration, Cotteau devient adjoint au maire de Cambrai et fut élu député du 6e collège électoral du Nord (Cambrai), comme royaliste, le 13 novembre 1822. Il vota avec le côté droit, et fut réélu, le 25 février 1824, et le 17 novembre 1827.
Marié à Ghislaine Victorine Le Mayeur de Simencourt, son petit-fils fut créé vicomte de Patin par le roi des Belges.

## Sources
- « Jean-Louis-Joseph de Cotteau », dans Adolphe Robert et Gaston Cougny, Dictionnaire des parlementaires français, Edgar Bourloton, 1889-1891 [détail de l’édition]